# مورد (بستک)
 مورد  روستای کوچکی در منطقه گوده از توابع بخش مرکزی شهرستان بستک در غرب استان هرمزگان در جنوب ایران واقع شده‌است.
این روستا در ۵ کیلومتری جنوب روستای دهستان دهتل واقع شده‌است.

## محدوده مورد
از شمال چاه دزدان، از جنوب کوه، از مغرب تنگ تهر، و از سمت مشرف به خلیل محدود می‌گردد.

## جمعیت
جمعیت این روستا بر اساس سرشماری سال ۱۳۸۵ جمعیت آن ۲۴ نفر (۵ خانوار)
بوده‌است. که از اهل سنت و از شاخه شافعی هستند یعنی از پیروان امام محمد ادریس شافعی می‌باشند و به زبان فارسی و به گویش محلی تکلم می‌کنند.
دارای مسجد، دبستان، آب‌انبار برکه و ۳۰۰ اصله نخل آبی و ۵۰ من زمین کشت دیم کار است.
در ۵ کیلومتری جنوب روستای دهستان دهتل واقع شده‌است.

## پیشه
پیشه مردم روستا دامداری وکشاورزی است و از این راه امرار معاش می‌کنند.

## فهرست منابع و مآخذ
- محمدیان، کوخردی، محمد،  (شهرستان بستک و بخش کوخرد) ، ج۱. چاپ اول، دبی: سال انتشار ۲۰۰۵ میلادی.
- عباسی، قلی، مصطفی،  «بستک وجهانگیریه»،  چاپ اول، تهران: ناشر: شرکت انتشارات جهان معاصر، سال ۱۳۷۲ خورشیدی.
- سلامی، بستکی، احمد.  (بستک در گذرگاه تاریخ)  ج۲ چاپ اول، ۱۳۷۲ خورشیدی.
- بالود، محمد.  (فرهنگ عامه در منطقه بستک)  ناشر همسایه، چاپ زیتون، انتشار سال ۱۳۸۴ خورشیدی.
- بنی عباسیان، بستکی، محمد اعظم،  «تاریخ جهانگیریه»  چاپ تهران، سال ۱۳۳۹ خورشیدی.
- الکوخردی، محمد، بن یوسف، (کُوخِرد حَاضِرَة اِسلامِیةَ عَلی ضِفافِ نَهر مِهران Kookherd, an Islamic District on the bank of Mehran River) الطبعة الثالثة، دبی: سنة ۱۹۹۷ للمیلاد.
- بختیاری، سعید،  «اتواطلس ایران» ، “ مؤسسه جغرافیایی وکارتگرافی گیتاشناسی، بهار ۱۳۸۴ خورشیدی.
- محمد، صدیق    «تارخ فارس»   صفحه‌های (۵۰  ـ  ۵۱  ـ ۵۲  ـ ۵۳)، چاپ سال ۱۹۹۳ میلادی.